# Johann Christian Woyzeck
Johann Christian Woyzeck (Lipsia, 3 gennaio 1780 – Lipsia, 27 agosto 1824) è stato un criminale tedesco, famoso protagonista di un caso di cronaca nera relativo all'omicidio della donna con la quale aveva una relazione, Johanna Christiane Woost, caso celebre per la lunga e elaborata perizia sullo stato mentale dell'omicida.

## Biografia
Nato e cresciuto a Lipsia, rimase orfano di madre a 8 anni e di padre a 13 anni: iniziò l'apprendistato da un barbiere e, nel 1798, iniziò a viaggiare fino ad arruolarsi come soldato. Fu nel corso di questo periodo che ebbe un figlio da una donna che, tuttavia, non sposò. Rientrò a Lipsia nel 1818 ed iniziò una relazione con Johanna Christiane Woost, vedova di un celebre chirurgo. La relazione era minata dai continui tradimenti di Johanna, che era solita frequentare soldati con i quali si intratteneva. Roso dalla gelosia, il 21 giugno 1821 Woyzeck uccise la donna accoltellandola nella casa di lei. Dopo l'omicidio attese che le forze dell'ordine lo portassero in carcere, confessando immediatamente l'accaduto.

## Il processo

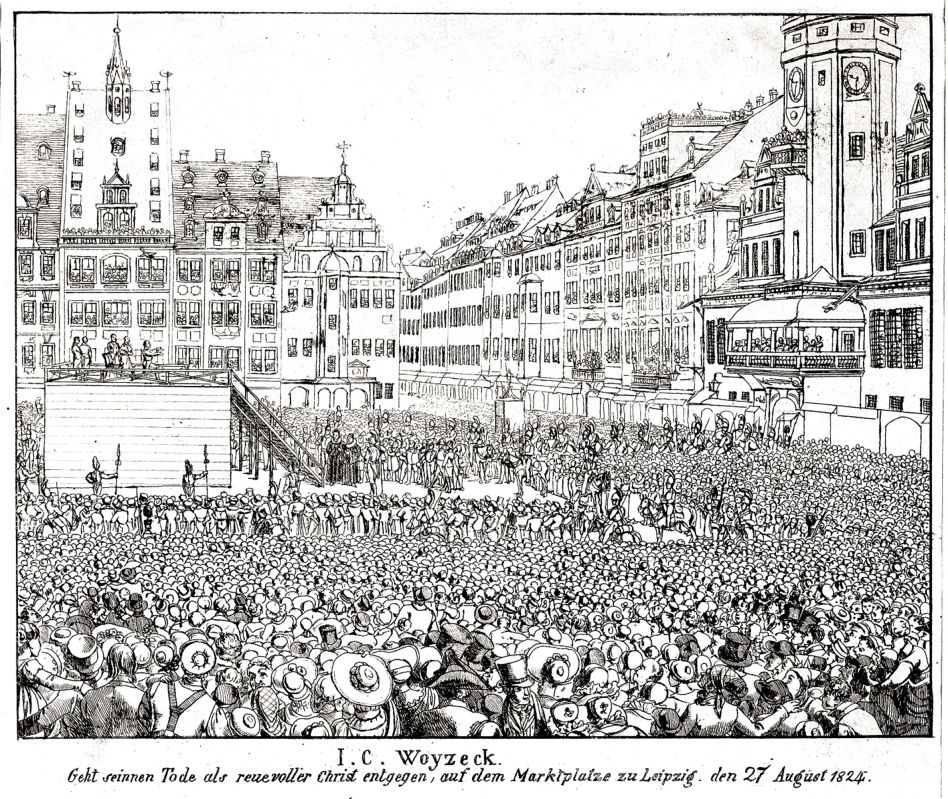
L'esecuzione pubblica

Il processo Woyzeck durò oltre tre anni: per valutare la sanità mentale dell'imputato venne richiesta la perizia di uno psichiatra, il dottor Johann Christian August Clarus, che stilò più di una perizia medica nella quale dichiarava l'uomo nel pieno delle facoltà mentali. Gli furono diagnosticate malattie quali la depressione, schizofrenia e disturbi quali la depersonalizzazione. Il 12 luglio 1824 la corte condannò a morte l'uomo.
L'esecuzione pubblica, che avvenne nella piazza del mercato della città, era la prima che si svolgeva dopo trent'anni, e sarebbe stata anche l'ultima esecuzione pubblica mai avvenuta interno della città di Lipsia. Il 27 agosto 1824, in mezzo ad una folla di curiosi accorsi all'evento, Woyzeck venne decapitato.

## Opere dedicate a Woyzeck
Il caso di cronaca, che ebbe vasta eco nazionale, ispirò l'opera del drammaturgo Georg Büchner Woyzeck, scritta tra il 1836 ed il 1837 e rimasta incompiuta per la sua morte. A questa si ispirarono un musical, l'opera lirica di Alban Berg intitolata Wozzeck e alcuni adattamenti cinematografici, tra cui gli omonimi del 1979 di Werner Herzog e del 1973 di Giancarlo Cobelli. Da ultimo l'autore svedese Steve Sem-Sandberg s'occupò di questo caso storico nel suo romanzo W.